# Église de l'Assomption (Novo Selo)
Pour les articles homonymes, voir Église de l'Assomption.
L'église de l'Assomption (Црква „Успение на Пресвета Богородица“ en macédonien) est une église orthodoxe située à Novo Selo, village de l'est de la République de Macédoine, situé à l'entrée de la ville de Chtip.

## Description
L'église actuelle a été construite sur 31 ans et a été consacrée en 1850. C'est une basilique à plan treflé. L'intérieur est décoré de fresques et son iconostase est en bois sculpté. L'église contient une cachette dans laquelle le révolutionnaire Gotsé Deltchev s'est caché des Turcs avec ses hommes.

## Galerie
L'église comprend une galerie d'icônes gérée par le musée de Chtip et ouverte en 1972. Les 222 œuvres exposées datent pour la plupart du XIXe siècle, et la galerie regroupe aussi quelques objets liturgiques. Par ailleurs, le musée de Chtip expose d'autres icônes dans la cathédrale de Chtip.